# Brigitte Wenzel-Perillo
Brigitte Wenzel-Perillo, née le 24 février 1949 à Bosdorf, est une femme politique allemande.
Membre de l'Union chrétienne-démocrate d'Allemagne, elle siège au Parlement européen de 1999 à 2004. 